# サリ＝ソランザラ

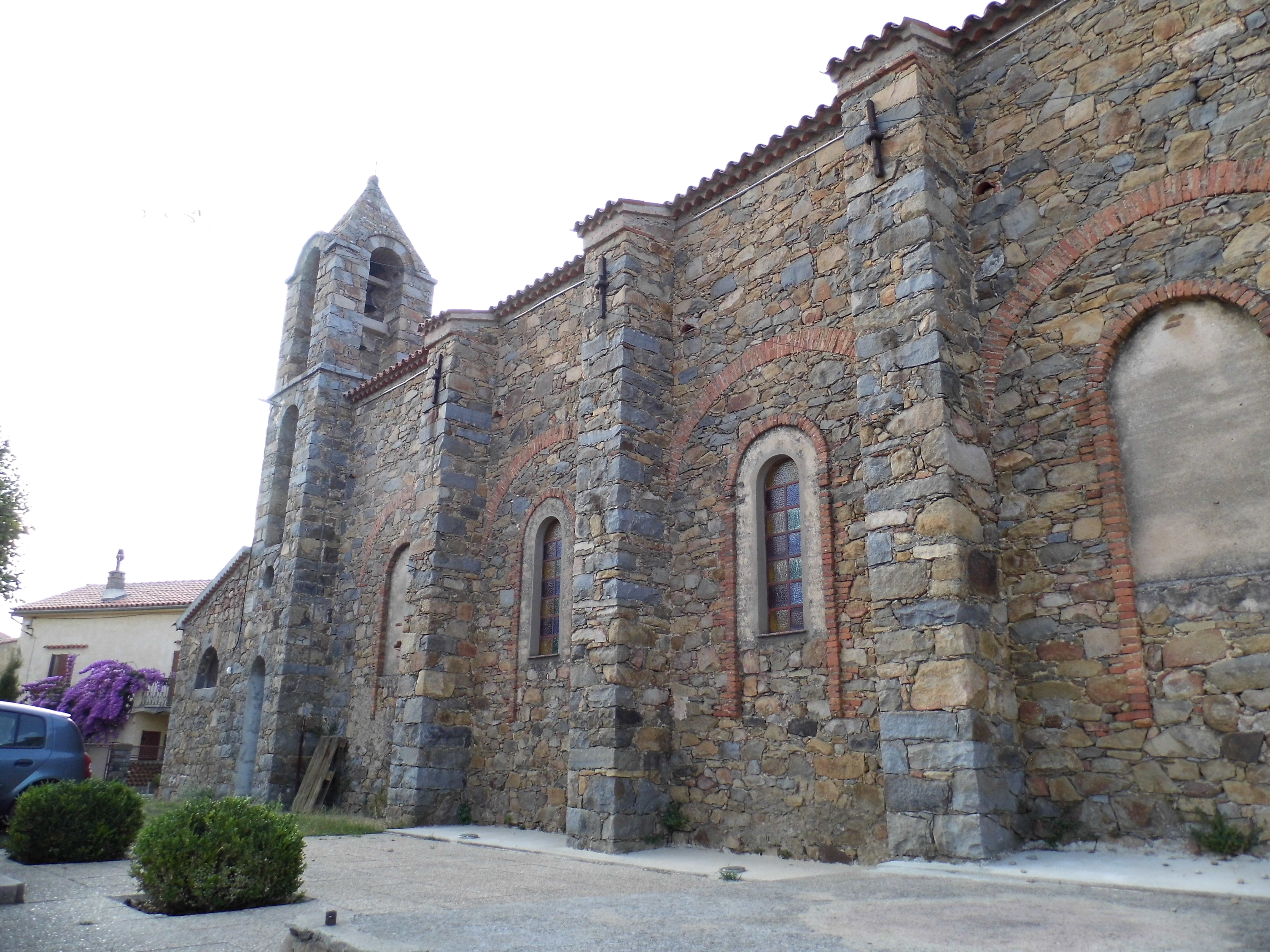
サリ＝ソランザラの教会

サリ＝ソランザラ（フランス語: Sari-Solenzara、以前はフランス語でSari-de-Porto-Vecchioおよびイタリア語でSari di Porto Vecchio）は、フランス・コルシカ島にあるコミューンである。

## 概要
サリ＝ソランザラはフランス・コルシカ島のコルス＝デュ＝シュド県にあるコミューンである。東はティレニア海、北はソランザラ川、西は島の中心にある名山、エギュイユ・ド・バヴェッラ（Aiguilles de Bavella）など、いくつかの自然の境界線で囲まれている。
基本的には農村地域であり、2つの集落で構成されていて、大きな海辺の村「ソランザラ」（ソレンツァラとしても広く知られている）と小さな丘の上の村「サリ」である。この他の小さな集落には、トグナ、カネラ、タルク、ファボナがある。
サリ・ソランザラの山岳地帯で森林に覆われた所は、コルシカ地方自然保護区（Parc naturel régional de Corse）のアルタロッカ地区の一部になっている。